# Garatge Catasús
El Garatge Catasús era una obra de Girona inclosa a l'Inventari del Patrimoni Arquitectònic de Catalunya.

## Descripció
És un edifici de planta rectangular, estructurat amb pilars i parets perimetrals de tancament. Presenta un cos allargat que ocupa tota la façana de l'Avinguda Sant Narcís destinat a oficines i serveis, que presenta un forjat intermedi. La part posterior de l'edifici forma una gran nau destinada a garatge. La teulada és feta amb encavallades metàl·liques i coberta amb planxa. Cal destacar el tractament de la façana principal que adopta la forma d'una superfície quadrada, amb un basament d'obra vista i la franja superior amb obertures i tancament lleugers de persiana tipus "llambí".

## Història
L'edifici fou construït a principis dels anys 70 del segle xx per l'arquitecte Josep Antoni Coderch que no ha realitzat cap més obra a la ciutat de Girona. Inicialment era destinat a garatge per camions de la Compañia Catasús, que efectua els transports de la Campsa. Actualment funciona com a garatge de la Companyia Telefònica.